# Nitabo Tsugaru Shamisen Shiso Gaibun
«Нітабо: Слава творця цуґару-дзямісена» (яп. 仁太坊-津軽三味線始祖外聞, Нитабо: Цугару-Дзямисен Сисо Гайбун) — японський анімаційний фільм, вільна адаптація біографічної книги Кадзуо Дайдзьо про життя Нітабо, творця жанру гри на сямісені, відомого як цуґару-дзямісен.

## Сюжет
Фільм розповідає про дитинство і юність Нітаро Акімото (1857—1928), відомого як Нітабо, який був одним з найвизначніших виконавців гри на сямісені в історії японської музики і вважається творцем одного з найважливіших стилів гри на цьому інструменті, відомого як цуґару-дзямісен. Нітабо — людина з важким дитинством: його мати померла, коли йому було один рік, а потім у 8 років, під час епідемії віспи, він втратив зір. Через рік після цього помер і його батько. Аніме розповідає історію його творчого шляху і показує його дорослішання як гравця на сямісені і творця абсолютно нового стилю гри на сямісені — цуґару-дзямісен.

## Персонаж
Нитабо (яп. 仁太坊) —
Озвучують: Сатосі Хіно, Ацукі Мурата (в дитинстві)
Юкі (яп. ゆき) — дочка Тамани.
Озвучують: Саяка Ханамура, Юмі Фурукава (в дитинстві)
Кикуносуке (яп. 菊之助) —
Озвучує: Томохіко Імаї
Томэкити (яп. 留吉) —
Озвучують: Хіроакі Хірата, Хаято Тая (в дитинстві)
Тамана (яп. たまな) — мати Юкі.
Озвучує: Масако Кацукі
Кэнгё (яп. 検校) —
Озвучує: Ёсукэ Нака
Осё (яп. 和尚) —
Озвучує: Рокуро Ная
Таварабо (яп. 田原坊) —
Озвучує: Ясунарі Тадзіма
Итако (яп. イタコ) —
Озвучений: Икуко Тани
Окіну (яп. おきぬ) — мати Нітаро.
Озвучує: Яэ Фудзимото
Омацу (яп. お松) —
Озвучує: Ёсиэ Ямамото
Сантаро (яп. 三太郎) — батько Нітаро.
Озвучує: Акіо Оцука

## Створення

### Анімація
Деякі частини аніме анімовано зі значно більшою частотою кадрів, ніж зазвичай в аніме, через тонкі рухи плектра сямісена і каліграфії у фільмі. Анімацію сцен, у яких головний герой грає на сямісені, створено так, щоб ідеально синхронізувати з музичними доріжками. Виконання музики Нітабо в аніме, точно відповідає виконанню музики Хіроміцу Агацуми.

### Музика
Частину саундтреку до аніме записано в Польщі у виконанні Варшавського філармонічного оркестру під керуванням японського композитора Масаміті Амано.

### Пісні
Пісня «新生»Текст пісні — Акіо Нісідзава / музика — クリヤ・マコト / виконавець — Яе Фудзімото
Пісня «たまなのテーマ»Текст пісні — Сатіко Кісіда / музика — Макото Курія / виконавець — Сатіко Кісіда
Пісня «道»Текст пісні — Масахіро Муракамі / музика — Макото Курія / виконавець — Яе Фудзімото

## Випуск
Фільм випущено в Японії 21 лютого 2004 року і представлено на різних міжнародних кінофестивалях.

## Сприйняття
Джастін Севакіс із Anime News Network оцінив фільм як «захопливу, навчальну та унікальну анімацію, з гідною оповіддю».

### Нагороди та номінації
Аніме здобуло громадську премію за кращий анімаційний фільм на 11-му Ліонському фестивалі азійських фільмів і нагороду «Найкраще від дитячого журі», яку обрали діти віком від 9 до 12 років.
2006 року — головний приз за кращий анімаційний фільм на Сеульському міжнародному фестивалі мультфільмів та анімації (SICAF), найбільшому фестивалі анімаційних фільмів у Азії.